# Catifa rodant

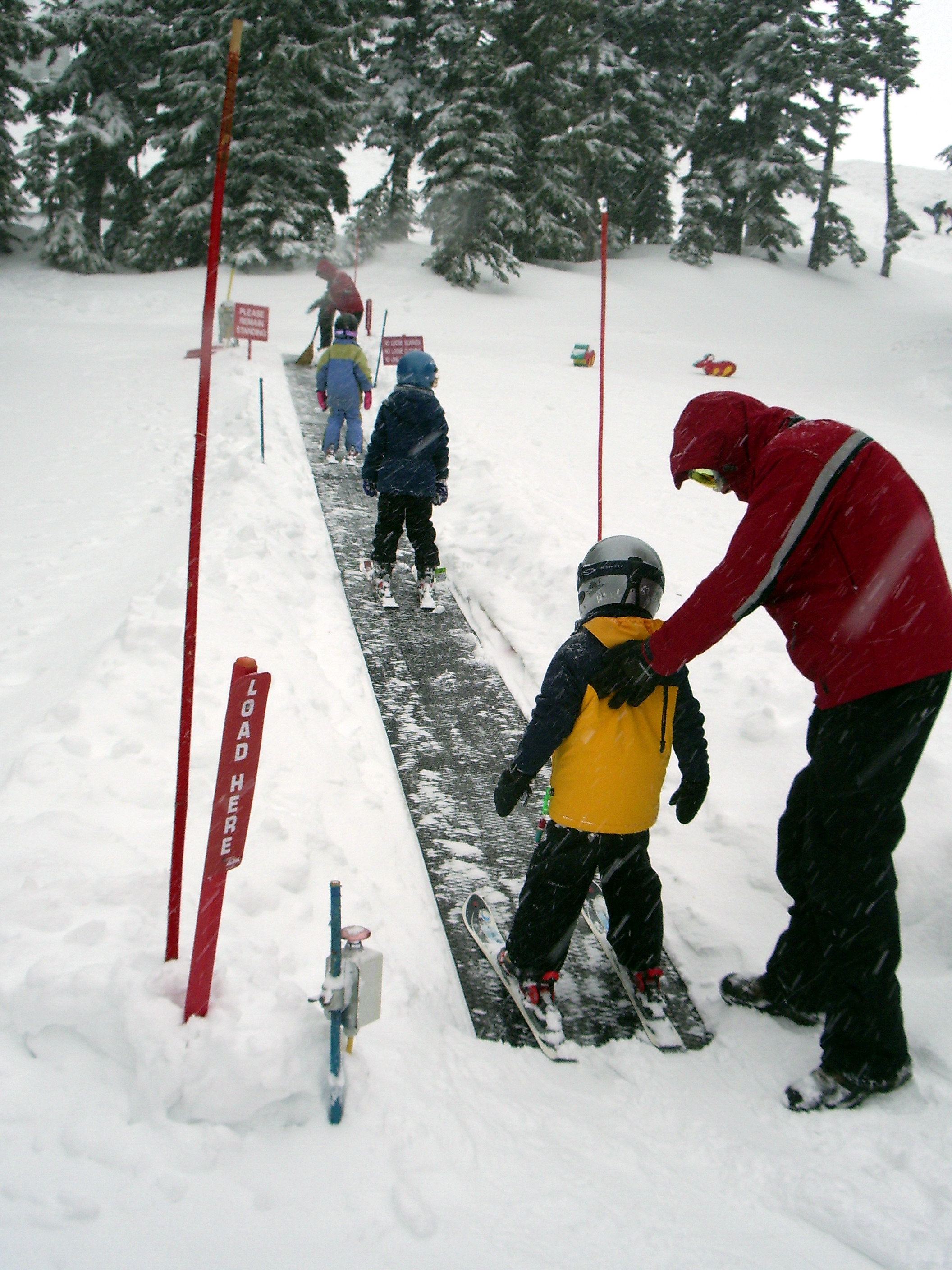
Catifa rodant a Timberland Lodge (Oregon).

Una catifa rodant és un remuntador consistent en una tira mòbil sobre la qual es col·loca l'esquiador i és dut muntanya amunt. El seu funcionament és anàleg al de les cintes transportadores que hi ha a força aeroports. És imprescindible que després de nevades fortes se'n tregui la neu del damunt. Només admet trajectes curts (sempre inferiors als 300m) i inclinacions petites. En general és utilitzat en zones de debutants, on tendeix a substituir els telecordes per la seva facilitat d'embarcament i desembarcament, així com comoditat durant el trajecte.